# Udo Walz

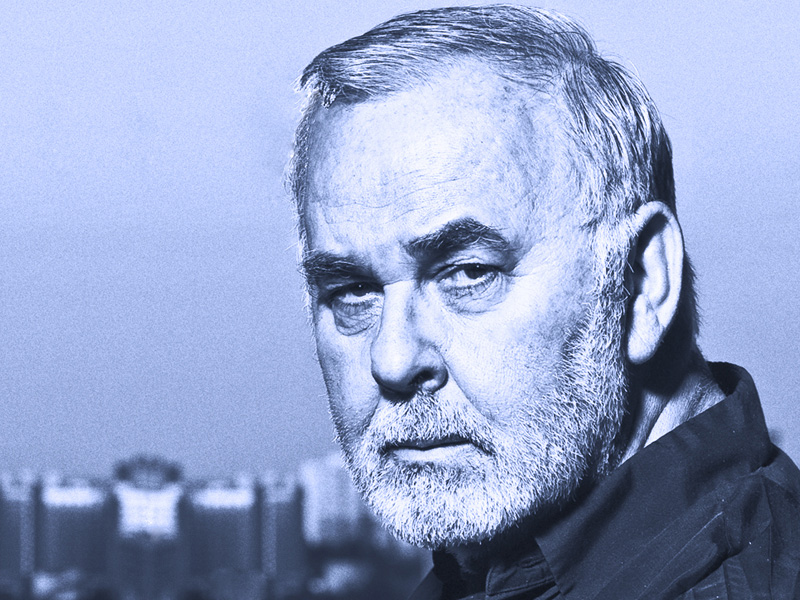
Udo Walz, 2010

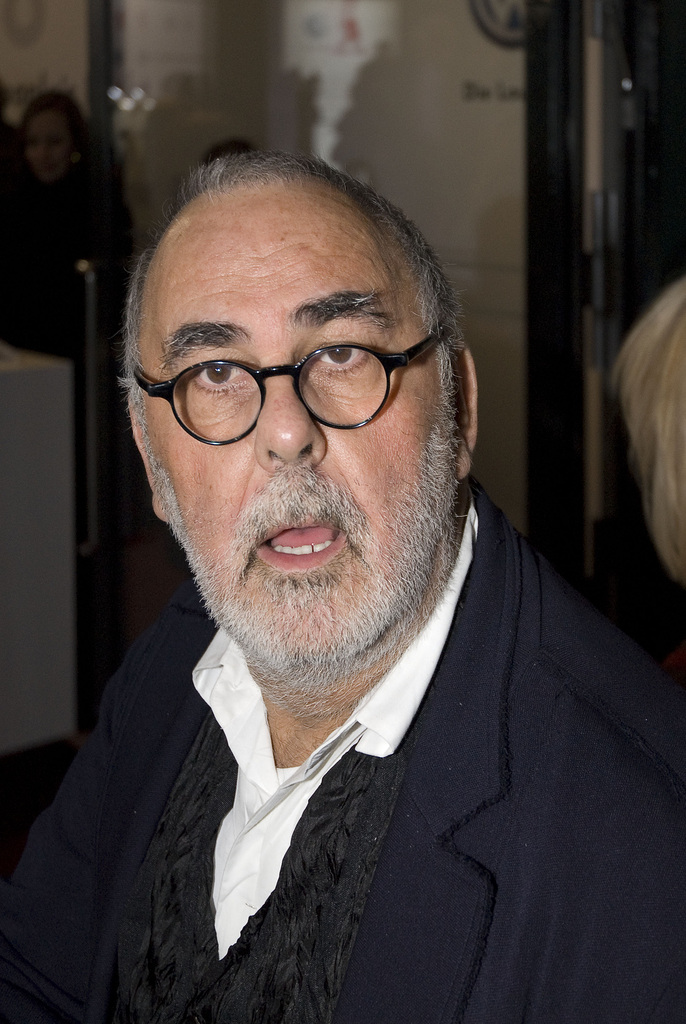
Udo Walz auf der Berlinale 2008

Udo Walz (* 28. Juli 1944 in Waiblingen; † 20. November 2020 in Berlin) war ein deutscher Friseur. Bekannt wurde er durch seine prominente Kundschaft und Auftritte in den Medien. Außerdem veröffentlichte er mehrere Bücher.

## Familie
Udo Walz wurde 1944 als Sohn eines Berufskraftfahrers geboren. Ab 1994 führte er eine Beziehung mit Carsten R. Thamm (ab Juli 2008: Carsten R. Thamm-Walz). (* 1970), mit dem er am 26. Juli 2008 eine eingetragene Lebenspartnerschaft begründete. Walz lebte mit seinem Partner in Berlin-Schmargendorf.

## Leben
Nach einem Praktikum begann Walz im Alter von 14 Jahren eine Friseurlehre in Stuttgart. Bei der Gesellenprüfung belegte er unter 600 Lehrlingen den 598. Platz.
Mit 17 Jahren zog er nach Zürich. Ein Zürcher Friseur empfahl ihn nach St. Moritz, als Udo Walz vorgab, neben Englisch auch Französisch zu sprechen. Mit 18 Jahren kümmerte er sich in St. Moritz um die Frisuren von Stars wie Marlene Dietrich und Romy Schneider. Besonders geschätzt wurde er für seine Hochsteckfrisuren. 1963 zog er nach Berlin und arbeitete im Salon Ina Sailer und 1968 wurde er Partner von Heinz Schlicht, der einen Salon in der Fasanenstraße betrieb. Die B.Z. brachte 1967 eine Titelstory über „den jungen Friseur, der eigentlich nach New York wollte, aber in Berlin blieb, weil es ihm gefiel“. Später vermittelte ihm eine erkrankte Kollegin einen Termin, bei dem er ein damals berühmtes Model frisieren sollte. Seitdem war er bei Modeveranstaltungen gefragt. Zeitweilig frisierte er die Titelfrauen der Zeitschrift Brigitte und die Frauen in den Katalogen des Otto-Versands. Laut Eigenaussage habe ihm später Claudia Schiffer geholfen. Der gesellschaftliche Durchbruch kam ab Mitte der 1980er-Jahre. In Westberlin hatten die Alliierten großen Einfluss darauf, wer zur High Society gehörte. Die Freundschaft mit Richard Burt und dessen Ehefrau Gahl ebnete dahin den Weg.

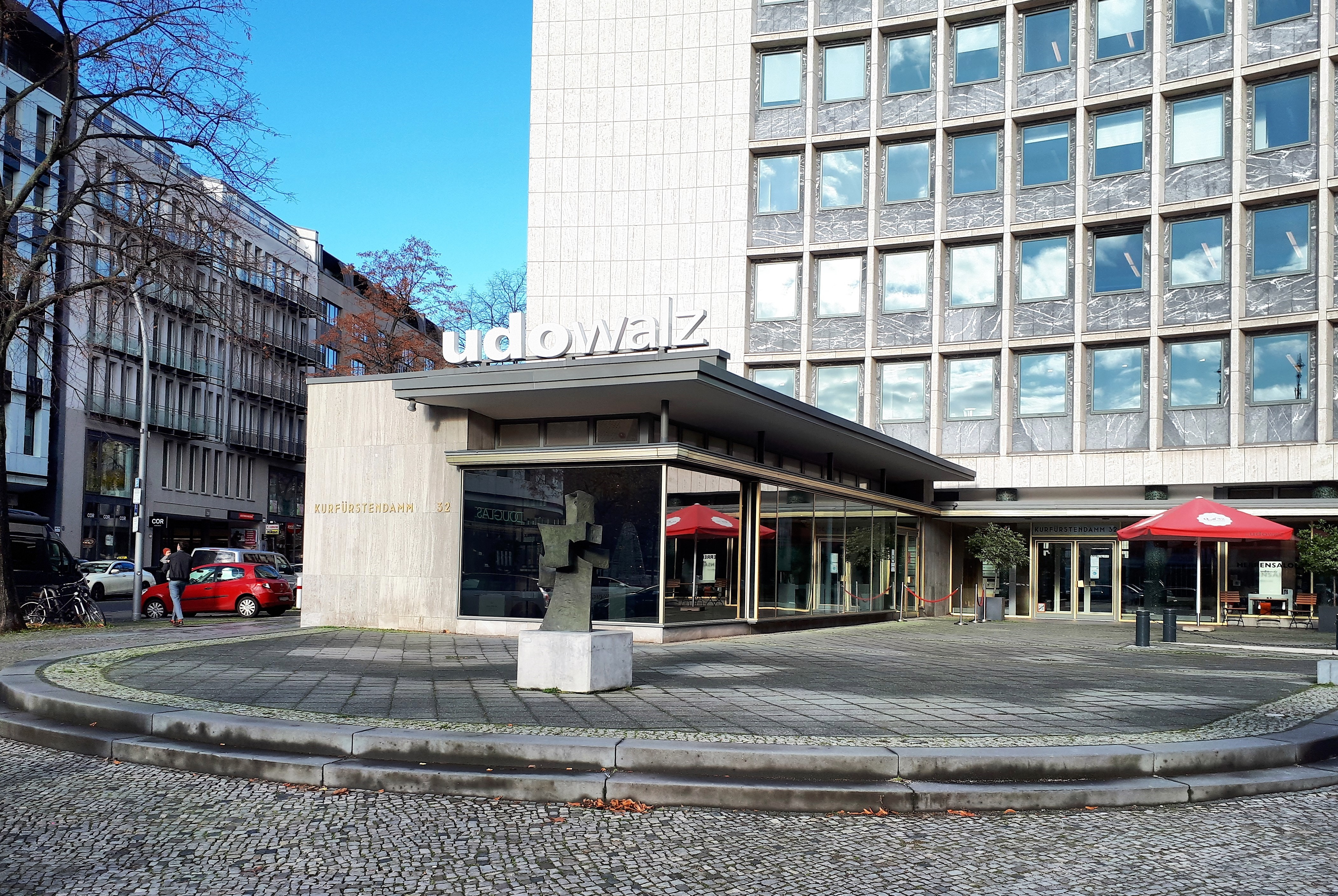
Udo Walz am Kurfürstendamm 32

Bis zu seinem Tod war Walz Inhaber mehrerer Friseursalons, von denen der erste 1985 am Kurfürstendamm eröffnet wurde. Drei von ihnen befinden sich in Berlin, einer in Potsdam und einer auf Mallorca. Im Dezember 2020 wurde bekannt, dass das Geschäft auf dem Kurfürstendamm im Zuge der COVID-19-Pandemie Insolvenz anmelden musste. Seit März 2005 betrieb er einen weiteren Salon auf dem Kreuzfahrtschiff Deutschland und am Roseneck in Berlin-Grunewald. Anlässlich seines 70. Geburtstags sprach er davon, alle seine Läden in Berlin zu schließen und dafür einen großen Udo-Walz-Megastore am Kurfürstendamm zu eröffnen, einschließlich Terrasse, Café und Bistro.
Seine Kundschaft zählte ebenfalls zur Prominenz. Dazu gehörten unter anderem Marlene Dietrich, Maria Callas, Twiggy, Sabine Christiansen, Désirée Nick, Sarah Connor, Claudia Schiffer, Heidi Klum, Julia Roberts, Naomi Campbell, Gerhard Schröder und Angela Merkel. Im Jahr 1970 war auch die spätere RAF-Terroristin Ulrike Meinhof seine Kundin. Die Unternehmensberaterin und Publizistin Gertrud Höhler erklärt dies mit den Worten: „Er ist ein Star. Deshalb suchen Stars seine Nähe.“
Ab 2005 war Walz Mitglied der CDU Steglitz-Zehlendorf (Berlin). Die damals noch unbekannte Sängerin Jeanette Biedermann begann nach ihrer mittleren Reife eine Friseurlehre bei Udo Walz, brach sie jedoch ab. Walz legte als Friseur keine Meisterprüfung ab. Nach mehreren bestandenen Prüfungen erhielt er eine Ausnahmegenehmigung, mit der er einem Meister quasi gleichgestellt war. In mehreren Interviews äußerte sich Walz negativ über den von ihm als „Sardinenfrisur“ bezeichneten Comb-Over, bei dem Männer ihre Glatze mit seitlichen Strähnen überdecken.
Im Oktober 2004 erklärte Walz in einer Fernsehsendung, dass er gegen die gleichgeschlechtliche Ehe sei, Heiraten habe „ja auch mit Kindern und mit Fortpflanzung zu tun“. Am 4. April 2008 gab er bekannt, dass er und sein Lebensgefährte Carsten Thamm eine gleichgeschlechtliche Partnerschaft eingehen würden. Die Lebenspartnerschaft wurde am 26. Juli 2008 in Berlin-Charlottenburg eingetragen.
Ab Dezember 2004 war Walz Protagonist der nach ihm benannten fünfteiligen Doku-Serie Typisch Udo auf RTL. Am 10. Mai 2010 hatte Walz einen Gastauftritt in der RTL-Seifenoper Gute Zeiten, schlechte Zeiten; Anlass war das „Erwachsenwerden“ der Seifenoper. Außerdem hatte Walz einen kurzen Gastauftritt in der dritten Episode der 6. Staffel von Pastewka. In der Folge Um Haaresbreite der Krimiserie SOKO Stuttgart hatte Walz 2012 eine Nebenrolle als Kunde eines gehobenen Friseursalons. Ferner war er 2015 in der Folge Wo ist Papa? der Fernsehserie Notruf Hafenkante als Alkoholiker zu sehen, der kurzzeitig stationär behandelt werden muss. Außerdem hatte Walz eine Rubrik bei Circus HalliGalli. 2016 war er zu Gast in der ARD-Vorabendquizshow Paarduell.
Udo Walz starb am 20. November 2020 mit 76 Jahren im Koma aufgrund von Komplikationen seiner Diabeteserkrankung. Seine letzte Ruhestätte fand Walz in der Urnen-Gemeinschaftsanlage des Waldfriedhofs Dahlem.

## Veröffentlichungen
- Udo Walz, Gudrun Jetter: Haargenau: Mein Leben für die Schönheit. Edition q, Berlin 1997, ISBN 3-86124-333-4.
- Udo Walz, Joachim Bessing: Waschen, schneiden, leben. Quadriga Verlag, Berlin 2000, ISBN 3-88679-339-7.
- Udo Walz, Joachim Bessing: Mein Berlin. Knesebeck, München 2007, ISBN 978-3-89660-419-4.
- Udo Walz: Hair-Affair! Tipps & Tricks. Buchverlag für die Frau, Leipzig 2013, ISBN 978-3-89798-433-2.
- Udo Walz: Männer, Frauen und Frisuren, in: Nicolaus Schmidt, Astor Place, Broadway, New York. Kerber Verlag, Bielefeld 2013, ISBN 978-3-86678-806-0.
- Udo Walz: Udo Walz, Coiffeur: Jede Frau ist schön. Bastei Lübbe (Quadriga), Berlin 2014, ISBN 978-3-86995-073-0.